# جائزة سلامي
جائزة سلامي (بالإنجليزية: Slammy Award)‏ هو مهرجان تقيمه المصارعة العالمية الترفيهية لتوزيع الجوائز (جوائز سلامي) لأفضل المصارعين المحترفين في الشركة، عرض أول حفل لتوزيع جوائز السلامي في عام 1986 , وتبعه الحفل الثاني في 1987 , وبعد تسع سنوات من الانقطاع، أقيم الحفل في عام 1996 وعام 1997 , وعاود إلى الانقطاع لسنوات طويلة حتى عام 2008 الذي أقيم فيه الحفل مرة أخرى وتلاه حفل آخر في عام 2009 و2010 و2011 و2012 على التوالي بدون انقطاع.

## إصدارات

### عقد 1980

#### جوائز سلامي 1986
تم تصميم جوائز Slammy في البداية للاحتفال بإصدار The Wrestling Album وهو ألبوم موسيقي يضم العديد من المصارعين المحترفين من اتحاد المصارعة العالمي (WWF، المعروف الآن باسم WWE). أقيم الحفل في 1 مارس 1986 في بالتيمور وبث مباشرة على إم تي في، عملت مارثا كوين كمحاورة، وقام جين أوكرلوند وجيمي هارت وهيلبيلي جيم وجونكيارد دوج بأداء أغانيهم من الألبوم.
يدرج الفائزين في أول الجدول بخط عريض لتمييزهم.
| أفضل عازف منفرد - جونكيارد الكلب - لو ألبانو - جين أوكرلوند - رودي بايبر "المشاغب" - نيكولاي فولكوف - جيمي هارت - هيلبيلي جيم | أفضل منتج - منى فلامبي الملقب سيندي لاوبر - ريك ديرينجر - جويل دورن                                | أفضل معلق - جين أوكرلوند - فينس مكماهون - جيسي فينتورا |
| أفضل عازف منفرد - جونكيارد الكلب - لو ألبانو - جين أوكرلوند - رودي بايبر "المشاغب" - نيكولاي فولكوف - جيمي هارت - هيلبيلي جيم | أفضل شخصية في فيلم Land of a Thousand Dances - رودي بايبر - جميع المصارعين في الفيديو كانوا مرشحين | الأكثر شقاوة - نيكولاي فولكوف                          |

#### جوائز سلامي 1987
عادت جوائز Slammy بعد عام، وتكريم الآن الأحداث والأفراد المشاركين في جانب المصارعة المحترفة في اتحاد المصارعة العالمي. أقيمت النسخة الثانية من الحفل (المشار إليها في الإعلانات التجارية وعلى الهواء باسم جوائز Slammy السنوية السابعة والثلاثين) في 16 ديسمبر 1987، من Caesars Atlantic City في أتلانتيك سيتي، نيو جيرسي. تم بثه بشكل مشترك في 19 ديسمبر 1987. استضاف الحفل جيسي فينتورا وجين أوكرلوند. قام فينس ماكماهون (فينس مكمان (غناء أغنية "Stand Back")  وجيمي هارت (غناء "Girls in Cars") بأداء الأرقام الموسيقية، مع أداء قائمة WWF بأكملها "If You Only Knew" كرقم ختام العرض. 194
يدرج الفائزين في أول الجدول بخط عريض لتمييزهم.
| جائزة هالك هوجان الأمريكية الحقيقية - سوبرستار بيلي جراهام                                      | امرأة العام - ملكة جمال اليزابيث - شيري مارتل - رائع مولاه - دوللي بارتون - يوكو اونو                                                        |
| جائزة جيسي فنتورا - ريك رود - بوتش ريد - أولتيمت واريور - هيركيولز - شيري مارتل                 | جائزة بوبي هينان - سكان الجزر (هاكو وتاما)، وأندريه العملاق، هيركيولز، وكينغ كونغ بندي، وهارلي ريس                                           |
| أفضل خاتم للملابس - هارلي ريس - هدم - راندي سافاج - هونكي تونك مان - ديفي بوي سميث وديناميت كيد | مدير العام - "لا شيء مما سبق" - بوبي هينان - السيد فوجي - جيمي هارت - بقعة                                                                   |
| أفضل أداء لحيوان - جورج ستيل - فرانكي - داميان - ماتيلدا                                        | أعظم ضربة - جيم دوجان - أندريه العملاق - هونكي تونك مان - بام بام بيجلو - ريك مارتل وتيتو سانتانا                                            |
| أفضل أداء صوتي - جيم دوجان - جونكيارد الكلب - رجل واحد عصابة - جيمي هارت - جورج ستيل            | أغنية السنه - لا فائز (مغلف تأكله سيكا) - فينس مكماهون (يؤدي "Stand Back") - كوكو بي وير - هونكي تونك مان - جيمي هارت (يؤدي "Girls in Cars") |
| أفضل مجموعة - رجل واحد عصابة                                                                    | أفضل نظافة شخصية - نيكولاي فولكوف وبوريس جوكوف وسليك - كينغ كونغ بندي - سيكا - هيلبيلي جيم - جورج ستيل                                       |
| الإنسانية للعام - تيد ديبياسي                                                                   | أفضل رئيس - جين أوكرلوند وبام بام بيجلو |

### عقد 1990

#### جوائز سلامي 1994
نائمة لسنوات، عادت جوائز سلامي في إصدار خاص من WWF Mania الذي تم بثه في 31 ديسمبر 1994. قدم تود بيتنجيل وستيفاني وياند الجوائز من استوديوهات WWF التلفزيونية.
يدرج الفائزين في أول الجدول بخط عريض لتمييزهم.
| أفضل لاعب - ديزل                                                               | أفضل عرض - هوس WWF                                          |
| أكثر مباراة مذهلة - رازور رامون مقابل. شون مايكلز في مباراة سلم - راسلمينيا 10 | أفضل PPV - ريسلمانيا X                                      |
| أفضل مدير - تيد ديبياسي                                                        | أفضل مكان للجيل الجديد - بريت هارت - "اذهب واحضرهم يا بطل!" |
| أفضل فريق بطاقة - ديزل وشون مايكلز                                             | أسوأ فريق - ديزل وشون مايكلز                                |
| الأكثر ترهيبًا - أندرتيكر                                                       | أفضل تطبيق ترفيهي - أوسكار                                  |
| أسوأ فكرة - ستيف لومباردي في الإضراب                                           | أكثر تعرقا - اروين ر. شيستر                                 |
| أكبر فأر - أوين هارت                                                           | الأكثر جشعًا - تاتانكا                                       |
| أفضل فيديو كوليسيوم منزلي - WWF Raw: استراتيجيات وأسرار الفيديو                | الفم - جيري الملك لولر                                      |
| أكثر شخص غريب الأطوار - بوب باكلوند                                            | الرائحة - (TIE) هنري جودوين                                 |
| من المرجح أن ترى جيني كريج - باستيون بوجر                                      | أفضل أدب - هيدشرينكرز                                       |
| الأكثر تدميرا - الثور ناكانو                                                   | الأطرف - دينك المهرج                                        |
| الأكثر تطوراً - (تعادل) غوريلا مونسون / كينغ كونغ بوندي                         | الأكثر وطنية - ليكس لوغر                                    |
| أفضل ملابس - جيمس إي كورنيت                                                    | اكبر قلب - 1-2-3 طفل                                        |

#### جوائز سلامي 1996
أقيمت النسخة الرابعة من جوائز سلامي في 30 مارس 1996 في فندق Anaheim Marriott في أنهايم، كاليفورنيا. تم بثها مباشرة على شبكة USA Network،  واستضاف الحفل تود بيتنجيل.
| قائد الجيل الجديد - شون مايكلز - أندرتيكر - بريت هارت - رازور رامون - ديزل | جائزة الإنجاز مدى الحياة - فريدي بلاسي |
| جائزة "عقول وراء الفوضى" لمدير العام - مشمس - بول بيرر - السيد فوجي - تيد ديبياسي - جيم كورنيت | مباراة العام - شون مايكلز ضد رازور رامون في مباراة سلم - SummerSlam - لورانس تايلور ضد بام بام بيجلو - ريسلمانيا الحادي عشر - هوارد فينكل ضد هارفي ويبلمان في مباراة توكسيدو - عرض راو - بريت هارت ضد ديزل - سلسلة سرفايفر - هنري جودوين ضد تربل إتش في مباراة Hog Pen - In Your House 5: Seasons Beatings |
| إحساس جديد بالدائرة المربعة - احمد جونسون - إسحاق ينكم - بويدوناس - سافيو فيجا - غولدست | من هو بطل WWF العالمي للوزن الثقيل، سواء كان حاضرًا أم سابقًا، والذي انضم إلى Hall of Fame؟ - بريت هارت - يوكوزونا - ديزل - بوب باكلوند - أندرتيكر |
| "ضع شوكة فيه، لقد فعل" لأفضل خطوة إنهاء - القناص - بريت هارت - علامة مميزة Piledriver - متعهد دفن الموتى - باوربومب - ديزل - غطس نهر اللؤلؤ - أحمد جونسون - قطرة بانزاي - يوكوزونا                                                                                  | ماستر ميكانيكا مات - شون مايكلز - ديفي بوي سميث - بريت هارت - أوين هارت - 1-2-3 طفل |
| أفضل كعك - مشمس - غولدست - يوكوزونا - شون مايكلز - رازور رامون | أفضل مدخل سلامين 'Jammin' - شون مايكلز - بريت هارت - ديزل - أندرتيكر - غولدست |
| جريمة القرن - هجوم فيدر على رئيس WWF غوريلا مونسون - ينسب أوين هارت الفضل في انهيار شون مايكلز - سيشو سيد يهاجم شون مايكلز - ديزل Jackknifing Bret Hart مرارًا وتكرارًا بعد خسارة بطولة WWF World Heavyweight Championship له - 1-2-3 طفل سريع الاعتماد على موس رامون | "أنا أتحدث ولا يمكنني الصمت" لأكبر فم - جيري لولر - دوك هندريكس - جيم روس - جيم كورنيت - شقيق الحب |
| أفضل المواضيع - شون مايكلز - تيد ديبياسي - غولدست - السيد المثالي - هانتر هيرست هيلمسلي | الضوء الأزرق الخاص لأسوأ تسريحة - جيم كورنيت - هارفي ويبلمان - هنري جودوين - شقيق الحب - دوك هندريكس |
| أعظم نجاح في WWF - يسحب متعهّد دفن الموتى الديزل إلى الهاوية - ديزل يقذف بريت هارت من خلال طاولة - جيف جاريت يضرب أحمد جونسون بجيتار - يوكوزونا بانزيس مصارعان في وقت واحد - هانتر هيرست هيلمسلي                                                                     | اللحظة الأكثر إحراجا - جيري لولر يقبل قدمه - تيد ديبياسي يتدلى من قبل هنري جودوين - Bodydonna Skip يخسر أمام Barry Horowitz الذي لم يحقق أي فوز سابقًا - 1-2-3 طفل يرتدي حفاضات - يُسقط هانتر هيرست هيلمسلي في قلم الخنازير                                                                                  |
| مفزع الدائرة التربيعية - انهيار شون مايكلز - غولدوست الصورة بريميير - حصل باري هوروويتز على أول انتصار له في WWF - 1–2–3 طفل يبيع على رازور رامون - بوب باكلوند يعلن ترشحه                                                                                          | أفضل فيديو موسيقي - بريت هارت - شون مايكلز - مشمس - المحارب المطلق - جيف جاريت |

#### جوائز سلامي 1997
أقيمت النسخة الخامسة من جوائز سلامي في 21 مارس 1997 في فندق Westin في شيكاغو. تم بثها مباشرة على شبكة الولايات المتحدة الأمريكية.
يدرج الفائزين في أول الجدول بخط عريض لتمييزهم.
| نجم الاكبر - أندرتيكر - ستون كولد ستيف أوستن - بريت هارت - سيشو سيد - شون مايكلز                           | ملكة جمال سلمي - السمور - مشمس - مارلينا - شينا - فانكيت |
| جائزة الإنجاز مدى الحياة - أرنولد سكالاند                                                                  | مباراة العام - شون مايكلز ضد بريت هارت - ريسلمانيا XII - بريت هارت ضد ستون كولد ستيف أوستن - سرفايفر سيريز - ستون كولد ستيف أوستن ضد سافيو فيغا - في منزلك 8: احذر من الكلب - أندرتيكر ضد البشرية - SummerSlam - شون مايكلز ضد الجنس البشري - في منزلك 10: ألعاب العقل |
| إحساس جديد - روكي ميفيا - ستون كولد ستيف أوستن - بشرية - مارك ميرو - فلاش فانك                             | أفضل جهاز إنهاء - موسيقى الذقن الحلوة - شون مايكلز - الشيء البري - مارك ميرو - بووربومب - سيشو سيد - ستون كولد ستونر - ستون كولد ستيف أوستن - القناص - بريت هارت |
| أفضل موسيقى دخول - أندرتيكر - جيسي جيمس - فاروق - فلاش فانك - مشمس                                         | أفضل زوج - غولدست ومارلينا - مارك ميرو وسمور - شينا وهنتر هيرست هيلمسلي - بيل وهيلاري كلينتون - سيجفريد وروي |
| أفضل ملابس - السمور - شون مايكلز - مارلينا - فلاش فانك - أندرتيكر                                          | أفضل وشم - أندرتيكر - سحق - شون مايكلز - تومي لي - درو باريمور |
| أفضل شعر - هانتر هيرست هيلمسلي - بشرية - ستون كولد ستيف أوستن - بريت هارت - شون مايكلز                     | برغي فضفاض - بشرية - سيشو سيد - ستون كولد ستيف أوستن - بوب باكلوند - كوزمو كرامر |
| أفضل ربطة عنق - لا يوجد فائز (سرق أوين هارت الجائزة) - كلارنس ماسون - بوب باكلوند - ستيف أوركيل - يوكوزونا | حرية التعبير - ستون كولد ستيف أوستن - جيري لولر - بول إي بشكل خطير - فاروق - هوارد ستيرن |

### عقد 2000

#### جوائز سلمي 2008
تم إرجاع جوائز سلامي في عام 2008 كجزء من إستراتيجية لبث المزيد من «الحلقات الخاصة» من دبليو دبليو إي راو وإحياء العلامة التجارية بالإضافة إلى زيادة التقييمات. أقيم الحدث في 8 ديسمبر 2008 في مركز واتشوفيا في فيلادلفيا. تم أيضًا تقديم بعض الجوائز على موقع WWE.
| نجم العام - كريس جيريكو - باتيستا - إيدج (مصارع) - جيف هاردي - جون سينا - تربل اتش | ديفا العام - بيث فينيكس - ميشيل ماكول - كيلي كيلي - ميكي جيمس |
| أفضل فريق لهذا العام - جون موريسون وميز - ليغاسي (كودي رودس وتيد ديبياسي جونيور.) - كرايم تايم (جاي تي جي وشاد جاسبارد) - كارليتو وبريمو | مباراة العام - ريك فلير ضد شون مايكلز - ريسلمانيا XXIV - مباراة الدمدمة الملكية - رويال رامبل 2008 - سي إم بانك مقابل. كريس جيريكو ضد جون موريسون مقابل. مونتيل فونتافيوس بورتر مقابل. كارليتو مقابل. السيد كينيدي مقابل. شيلتون بنيامين في مباراة سلم في Money in the Bank - راسلمينيا 24 - أندرتيكر ضد لعبة إيدج in a الجحيم في زنزانة match - SummerSlam |
| نجم الاختراق لهذا العام - فلاديمير كوزلوف - كوفي كينغستون - ايفان بورن - تيد ديبياسي جونيور | أعلن عن فريق العام - تود جريشام ومات سترايكر (إي سي دبليو) - مايكل كول وجيري لولر (راو) - جيم روس وتاز (سماك داون) |
| أفضل مناورة في إنهاء العام - اير بورن - ايفان بورن - RKO - راندي أورتن - بوابة الجحيم - أندرتيكر - ضربة قاضية لكمة - عرض كبير | زوجان من السنة - إيدج وفيكي غيريرو - سانتينو ماريلا وبيث فينيكس - وليام ريجال وليلى - ديفيد فينلي وهورنسواغل |
| اللحظة القصوى للسنة - جيف هاردي يعطي راندي أورتن في سوانتون قنبلة من الجزء العلوي من مجموعة أولية - عرض راو 14 يناير - إيدج (مصارع) تدفع متعهّد دفن الموتى من على سلم ومن خلال عدة طاولات - طاولة ليلية واحدة - كريس جيريكو يرمي رأس شون مايكلز من خلال Jeritron 6000 HD - Raw، 9 يونيو - جون "برادشو" Layfield وجون سينا 's أنواع مباريات المصارعة - The Great American Bash | "يا الهي!" لحظة العام - سي إم بانك يصرف النقود في حقيبة البنك ويهزم إيدج لبطولة العالم للوزن الثقيل - عرض راو، 30 يونيو - عودة جون سينا - رويال رامبل 2008 - يلكم فلويد مايويذر جونيور بيج شو ويكسر أنفه - لا مخرج - يرسل أندرتيكر Edge إلى الجحيم - SummerSlam                                                                                             |
| "اللعنة!" لحظة العام - غريت كالي يستضيف Kiss Cam - SmackDown، 7 نوفمبر - سي ام بانك يهاجم شافو غيريرو متنكرا كعضو في فرقة مارياتشي - ECW، 29 يناير - جيم روس يرتدي زي بحار في عيد الهالوين - سماكدوون، 31 أكتوبر - سانتينو ماريلا يحاول دخول ميلينا - عرض راو، 1 ديسمبر | أفضل WWE.com حصريًا - يقدم جون موريسون وذا ميز "The Dirt Sheet" - كلمة Cryme Tyme "Word Up!" - "كاسا سانتينو " - هوارد فينكل "Out-Think The Fink" |
| أفضل أداء موسيقي - مدخل آر تروث - سماكدوون، 15 سبتمبر - سانتينو ماريلا يغني أغنية إيكون - عرض راو، 17 نوفمبر - إيدج (مصارع) الغناء " الجنة " - سماكدوون، 15 فبراير - جون موريسون وميز راب - The Dirt Sheet، 29 أغسطس | أفضل انتحال شخصية - تشارلي هاس بدور "The بيث فينيكس Haas" - عرض راو، 27 أكتوبر - تشارلي هاس بدور "هاس هوجان " - عرض راو، 13 أكتوبر - تشارلي هاس في دور "تشارلي هاس لايفيلد " - عرض راو، 8 سبتمبر - تشارلي هاس بدور " السيد (إم) مثالي " - عرض راو، 22 سبتمبر                                                                                                |

#### جوائز سلامي 2009
أقيم الحدث في 14 ديسمبر 2009، من مركز البنك الأمريكي في كوربوس كريستي، تكساس. استضافه دينيس ميلر. تم تحديد جائزة "Diva of the Year" من خلال تصويت المعجبين، مع التصويت من خلال موقع WWE.
يدرج الفائزين في أول الجدول بخط عريض لتمييزهم.
| نجم العام - فاز جون سينا ببطولة للحصول على الجائزة - راندي أورتن (خسر أمام سينا بالتثبيت في النهائي) - أندرتيكر (خسر أمام أورتن بالعد التنازلي في الجولة الأولى) - سي إم بانك (خسر أمام Cena بالتقديم في الجولة الأولى)                   | ديفا العام - ماريا - تم ترشيح جميع المغنيات |
| أفضل فريق لهذا العام - جيري شو (كريس جيريكو وعرض كبير) - دي-جينرايشن إكس (تربل إتش وشون مايكلز) - الإرث (كودي رودس وتيد ديبياسي جونيور.) - أسرة هارت (ديفيد هارت سميث وتايسون كيد)                                                        | مباراة العام - شون مايكلز ضد أندرتيكر - ريسلمانيا XXV - جيف هاردي ضد إيدج (مصارع) في مباراة سلم - قواعد صارمة - جون سينا ضد راندي أورتن في مباراة "I Quit" - بريكينج بوينت - Team Raw ضد فريق سماكدوون - حقوق التفاخر                                   |
| نجم الاختراق لهذا العام - شيموس - درو ماكنتاير - يوشي تاتسو - ابراهام واشنطن | مروع العام - يجبر سي إم بانك جيف هاردي على ترك الشركة بعد فوز فريق Steel Cage - ينقلب باتيستا على صديقه السابق ري ميستيريو - راندي أورتن DDTs ستيفاني مكمان ويجبر تربل إتش على المشاهدة - شيموس ينتقد مضيف عرض راومارك كوبان من خلال طاولة              |
| مضيف الضيف راو لهذا العام - بوب باركر - أوزي أوزبورن وشارون أوزبورن - سيث جرين - شاكيل اونيل | اللحظة القصوى للسنة - جيف هاردي يقفز من السلم إلى سي إم بانك - SummerSlam - يهبط كوفي كينغستون قطرة بوم على راندي أورتن من خلال طاولة في ماديسون سكوير غاردن - بيغ شو chokeslams جون سينا في دائرة الضوء - رد فعل عنيف - تربل إتش يغزو منزل راندي أورتن |
| أفضل لحظة في العام "يا إلهي" - مايكل كول يتقيأ في الذكرى العاشرة لكريس جيريكو - سماك داون - يؤدي كريس ماسترز روتين "الرقص" لأوزبورن - شون مايكلز superkicks الطفلة الصغيرة في الكافتيريا - يقوم سانتينو ماريلا بمسامير فيكي غيريرو بفطيرة | |

### عقد 2010

#### جوائز سلامي 2010
أقيم حفل الجوائز في 13 ديسمبر 2010، من نيو أورلينز أرينا في نيو أورلينز. تم تقديم الجوائز على راو، مع تقديم جوائز «إضافية» على موقع WWE. تم تحديد جائزة "Superstar of the Year" من خلال تصويت المعجبين، والذي تم الإدلاء به من خلال موقع WWE.
يدرج الفائزين في أول الجدول بخط عريض لتمييزهم.
| نجم العام - جون سينا - راندي أورتن - إيدج (مصارع) - ري ميستيريو - كين - الميز | ديفا العام - فازت ميشيل ماكول بالجائزة الملكية - تم ترشيح جميع المغنيات عبر باتل رويال |
| لحظة WWE لهذا العام - أندرتيكر ضد شون مايكلز - راسلمينيا 26 - إيدج سبيرز كريس جيريكو عبر الحاجز - ريسلمانيا 26 - شيمس يهاجم تربل إتش بأنبوب الرصاص - يحسب جون سينا التثبيت الذي أدى إلى طرده من WWE                         | مروع العام - ظهور فريق نيكسيس لأول مرة - يقوم Miz بصرف الأموال في البنك ليصبح بطل WWE - يقوم Paul Bearer بتشغيل أندرتيكر - راندي أورتن يعاقب كريس جيريكو                                    |
| جائزة Despicable Me - سي إم بانك يغني " عيد ميلاد سعيد " لابنة ري ميستيريو - يعقد فينس مكماهون هدنة مع بريت هارت، ثم يهاجمه - درو ماكنتاير يحرج ثيودور لونج - كين يدفن أندرتيكر على قيد الحياة                              | ضيف النجم الساطع لحظة العام - بول وي هيرمان vs. الميز - مايك تايسون يثقب كريس جيريكو - حصل واين برادي على RKO'ed بواسطة راندي أورتن - ويليام شاتنر يغني مداخل WWE                           |
| حركة العام - يرسل جون سينا باتيستا عبر المسرح مع تعديل الموقف - يغوص جون موريسون بعيدًا عن المسرح في دانيال برايان وذا ميز - كوفي كينغستون يضرب درو ماكنتاير بساق تنزل من السلم - يسلم راندي أورتن RKO إلى إيفان بورن الطائر | "أوه سناب" الانهيار لهذا العام - يقوم Edge بتدمير كمبيوتر Anonymous Raw General Manager - بيغ شو يدمر جوائز جاك هاغر - ألبرتو ديل ريو يصيب ذراع ري ميستيريو بكرسي فولاذي - باتيستا يترك WWE |
| لحظة Knucklehead للسنة - LayCool (ليلى إل وميشيل ماكول) يتعرض للضرب من قبل ماي يونغ - بيغ شو يكشف عن أصلع سي إم بانك - تقضي بيث فينيكس على غريت كالي من رويال رامبل 2010 - سانتينو ماريلا يرقص على يد فلاديمير كوزلوف       | WWE Universe Fan Reaction لهذا العام - "فتاة غاضبة ميز" كايلي |
| "وأنا أقتبس. . ". خط العام - مايكل كول | أفضل أداء لعينة مجنحة - دجاج نيء |
| أفضل استخدام لمعدات التمرين - روزا مينديز | معظم قص الشعر المهدد - تايلر ريكس |
| أفضل القيم العائلية - كين يهزم جاك سواغر الأب. | سوبرستار / ديفا في أمس الحاجة إلى مكياج - شيموس |
| كول في الجورب الخاص بك - دانيال برايان يهزم مايكل كول - دبليو دبليو إي إن إكس تي | إنجاز رائع لتطبيق زيت الأطفال - كودي رودس |
| جائزة التردد المتكرر - غولدست | أفضل برنامج تلفزيوني حصري من WWE.com - دبليو دبليو إي إن إكس تي |
| أكثر العبارات المزعجة - زاك رايدر - "Woo، woo، woo، you know it." | |

#### جوائز سلامي 2011
أقيم الحدث في 12 ديسمبر 2011، من نورفولك سكوب في نورفولك، فيرجينيا. تم تقديم الجوائز على راو، مع منح جوائز إضافية على موقع WWE. تم تحديد جائزة "Superstar of the Year" من خلال تصويت المعجبين، والذي تم الإدلاء به من خلال موقع WWE.
يدرج الفائزين في أول الجدول بخط عريض لتمييزهم.
| نجم العام - سي ام بانك - جون سينا - راندي أورتن - مارك هنري - البيرتو ديل ريو - الميز | اللحظة المتناقضة من السنة - كيلي كيلي تفوز ببطولة بطولة الديفاز دبليو دبليو إي - تضع ناتاليا ليلى وإيف توريس في قناص مزدوج - الظهور الأول لكيا ستيفنز - قواعد صارمة - تمنح بيث فينيكس Eve Torres جائزة Glam Slam من أعلى الحبل - سلسلة Survivor         |
| مغير اللعبة لهذا العام - يتحدى دوين جونسون جون سينا في مباراة في راسلمينيا 28 - إزالة فينس مكماهون من WWE - يتقاعد إيدج (مصارع) - كيفن ناش يكلف سي إم بانك بطولة WWE - سمر سلام                                                                           | OMG لحظة العام - اندرتيكر يخرج من شاهدة القبر Piledriver ضد تريبل اتش - ريسلمانيا XXVII - الصخرة تمنح جون سينا Rock Bottom - WrestleMania XXVII - قائمة راو تخرج على Triple H - سي إم بانك يفوز ببطولة بطولة دبليو دبليو إي ويترك WWE - ماني إن ذا بانك |
| حركة العام - بيغ شو ومارك هنري ينفجران الحلبة بعد فائق الثأر - يسلم شيمس باوربومب إلى سين كارا من خلال سلم - ماني إن ذا بانك - إيفان بورن يؤدي أداء Air Bourne من على سلم - Money in the Bank - كريستيان راندي أورتن RKO على الدرجات الفولاذية - سمر سلام | ""أخبرني أنني لم أرى ذلك" لحظة العام" - جيم روس يرقص خلال "تحدي مايكل كول " - كاد سانتينو ماريلا أن يفوز في مباراة الرويال رامبل - ذا ميز متنكرا في زي الصخرة - مروحة شابة ترش الماء في وجه آر تروث                                                     |
| نجمة العام - زاك رايدر - دولف زيجلر - كودي رودس - دانيال برايان | WWE A-lister of the year - سنووكي - الدمى - هيو جاكمان - أوروبا الوسطى والشرقية لو الخضراء |
| "قنبلة الأنابيب" للعام - سي ام بانك | إنجاز رائع في تشابه الدمى - شيموس |
| جائزة Pee-Wee Herman Bowtie - ديفيد أوتونجا | النتيجة الأكثر توقعًا لهذا العام - كيفن ناش 's powerbomb إلى سانتينو ماريلا بعد رقصة الترومبون |
| خمن من عاد أو: عودة العام - الصخرة | لحظة الرؤية المزدوجة لهذا العام - سين كارا مقابل. سين كارا |
| تي شيرت العام - سي إم بانك - "الأفضل في العالم" | WWE.com الحصري للعام - جون لورينايتس يهنئ سي إم بانك |
| أكثر الملابس المؤسفة لهذا العام - مايكل كول مثل تربل إتش | لحظة المخلوق للسنة - الفأر الذي تجاوز ألبرتو ديل ريو في راو |
| سوبر ستار التحول لهذا العام - زاك رايدر | |

#### جوائز سلامي 2012
أقيم الحدث في 17 ديسمبر 2012، من مركز Wells Fargo في فيلادلفيا. تم تقديم الجوائز على راو، على موقع WWE، وعلى TLC: الطاولات والسلالم والكراسي تظهر مسبقًا في اليوم السابق. تم التصويت لعدة فئات من خلال تطبيق WWE أثناء البث المباشر؛ تم فرز أكثر من 583000 صوت.
يدرج الفائزين في أول الجدول بخط عريض لتمييزهم.
| نجم العام - جون سينا - عرض كبير - سي ام بانك - شيموس | ديفا العام - AJ لي - ليلى - كايتلين - إيف توريس |
| الوافد الجديد لهذا العام - ريباك - برودوس كلاي - أنطونيو سيزارو - تينساي | مباراة العام - أندرتيكر ضد تربل إتش in a الجحيم في زنزانة match - ريسلمانيا XXVIII - بروك ليسنر ضد جون سينا في مباراة قواعد صارمة - قواعد صارمة - عرض كبير مقابل. شيمس لبطولة العالم للوزن الثقيل - الجحيم في زنزانة - الصخرة ضد جون سينا - ريسلمانيا XXVIII |
| "أخبرني أنني لم أرى ذلك" لحظة العام - كوفي كينغستون يقف على اليدين خلال مباراة Royal Rumble لتجنب الإقصاء - رويال رامبل 2012 - براد مادوكس ضربات منخفضة رايباك - الجحيم في زنزانة - شيموس يهزم دانيال برايان في 18 ثانية لبطولة العالم للوزن الثقيل - ريسلمانيا XXVIII - يهاجم سي إم بانك دوين جونسون - Raw 1000 | عودة العام - جيري لولر - بروك ليسنر - كريس جيريكو - جيل د س |
| قبلة العام - إيه جاي لي وجون سينا - AJ Lee ودانيال برايان - AJ Lee وكين - AJ Lee وسي إم بانك | لحظة LOL من السنة - يلقي الصخرة أشياء جون سينا في ميناء بوسطن - جلسات إدارة غضب كين ودانييل بريان - طعام راندي أورتن يقاتل الهيجان - رقص فيكي غيريرو مع برودوس كلاي |
| الشائع الآن (هاشتاغ لهذا العام) - #FeedMeMore - رايباك - #PeoplePower - جون لورينيتيس - #LittleJimmy - R- الحقيقة - #WWWYKI - زاك رايدر | عمل قوة السنة - يقدم شيمس ضوضاء بيضاء إلى بيغ شو - العرض الكبير KO Punches Sheamus - Hell in a Cell - أنطونيو سيزارو يطلق العنان له النيوترالايزر على برودوس كلاي - يسلم رايباك Shell Shocked إلى Primo وEpico في نفس الوقت |
| أفضل راقصة للعام - برودوس كلاي - روزا مينديز - R- الحقيقة - كالي الغظيمة | سفير وسائل التواصل الاجتماعي الأعلى - تشارلي شين - مايك تايسون - الدمى - أرنولد شوارزنيجر |
| تغريدة العام - "وجه الماعز إهانة مروعة. وجهي مثالي عمليا بكل الطرق. في الواقع، من الآن فصاعدًا أطالب بأن يُدعى براين الجميل ". - دانيال بريان - "ليس لدي Instagram. أنا بالغ ". - كودي رودس - "لقد فعلت ذلك من أجل آندي كوفمان." - سم بانك - "نعم، هذا هو الخالق الحقيقي. أنا مستعد للتغريد معك! " - خليل العظيم   | إهانة العام - جون سينا إلى دولف زيجلر وفيكي غيريرو: "أنت على العكس تمامًا. أحدهم يستمتع بتناول الكثير من المكسرات والآخر لا يزال يحاول العثور عليه. - يصف سي إم بانك دانيال برايان بأنه "وجه الماعز". - شيمس إلى Dolph Ziggler، بينما كان Ziggler يقف على سلم: "انظر إليك هناك، Ziggler. أنت أخيرًا أطول من الجميع، تهانينا ". - دوين جونسون to John Cena: "إذا كان جون سينا قد قاد الثورة الأمريكية، فإننا جميعًا سنلعب الكريكيت الآن، سنحتسي الشاي وسنبارك الملكة." |
| شعر الوجه للعام - دانيال برايان - داميان ساندو - كودي رودس - سي ام بانك | خيانة العام - بيغ شو يقرع جون سينا - Over the Limit - دانيال برايان يتخلص من إيه جاي لي - AJ Lee يخرج عن دانيال برايان - إيف توريس تضرب زاك رايدر بضربات منخفضة |
| ترنيمة الجماهير لهذا العام - "زودني بالمزيد!" - ريباك - "نعم! نعم! نعم!" - دانيال بريان - "هوسكي!" - زاك رايدر - "كودي شارب!" - كودي رودس | مفاجأة العام - دانيال برايان يهزم مارك هنري وبيغ شو - رويال رامبل - جاستن غابرييل يهزم أنطونيو سيزارو - دولف زيجلر يفوز بأموال في البنك - سانتينو ماريلا يهزم جاك سواغر في بطولة WWE للولايات المتحدة |
| WWE.com الفيديو الحصري لهذا العام - يتحدث جيري لولر إلى WWE.com حول عودته المعجزة - أطلقت إيف توريس ذا بيلا توينز على الإنترنت - دانيال برايان يشرح سبب كونه "Mr. Small Package" - سي إم بانك وPaul Heyman يخاطبان عهد Punk الذي استمر 365 يومًا                                                                  | عرض يوتيوب لهذا العام - Z! قصة حقيقية لونغ آيلاند - صرف العملات الأجنبية في سانتينو - تحميل WWE - هل أنت جاد؟ |

#### جوائز سلامي 2013
أقيم هذا الحدث في 9 ديسمبر 2013، من KeyArena في سياتل، واشنطن، واستضاف الحفل بوكر تي وجيري لولر. تم تقديم الجوائز في راو، قبل عرضها، وعلى موقع WWE. تم الإدلاء بالأصوات من خلال تطبيق WWE أثناء البث المباشر؛ تم فرز أكثر من 1.64 مليون صوت.
يدرج الفائزين في أول الجدول بخط عريض لتمييزهم.
| نجم العام - دانيال برايان - جون سينا - راندي أورتن - سي ام بانك - عرض كبير - بروك ليسنر | ديفا العام - التوائم بيلا (بري بيلا ونيكي بيلا) - AJ لي - The Funkadactyls (نعومي وكاميرون) - ناتاليا - كايتلين - إيفا ماري |
| أفضل فريق لهذا العام - كودي رودس وغولدست - الدرع (سيث رولينز ورومان رينز) - لاعبي برايم تايم (دارين يونغ وتيتوس أونيل) - ذا أوسو (جيمي أوسو وجي أوسو) - الأمريكيون الحقيقيون (أنطونيو سيزارو وجاك سواغر)                                                                                           | مباراة العام - الصخرة ضد جون سينا لحفل بطولة دبليو دبليو إي - ريسلمانيا 29 - أندرتيكر ضد 29 - سي إم بانك - ريسلمانيا - كودي رودس وغولدست ضد الدرع (سيث رولينز ورومان رينز) - ساحة المعركة - تريبل اتش مقابل. بروك ليسنر في مباراة قفص فولاذي - قواعد صارمة |
| نجم الاختراق لهذا العام - الدرع (دين أمبروز وسيث رولينز ورومان رينز) - عائلة وايت (براي وايت ولوك هاربر وإريك روان) - بيج إي لانجستون - فاندانغو (مع سمر راي) | فصيل العام - الدرع (دين أمبروز وسيث رولينز ورومان رينز) - عائلة وايت (براي وايت ولوك هاربر وإريك روان) - الأمريكيون الحقيقيون (أنطونيو سيزارو، جاك سواغر، وزيب كولتر) - 3 ميجابايت (هيث سلاتر، درو ماكنتاير، وجيندر محل)                                   |
| "هذا رائع!" لحظة العام - بيغ شو تقرع تربل إتش - دولف زيجلر يصرف الأموال في البنك - كوفي كينغستون يقفز على كرسي لينقذ نفسه من الإقصاء في مباراة رويال رامبل 2013 - رويال رامبل 2013 - دانيال بريان يفوز ببطولة بطولة دبليو دبليو إي من راندي أورتن - ليلة الأبطال                                   | "هههه!" لحظة العام - حفل الروك - الذكرى العشرون لـ Raw - تم فصل Vickie Guerrero كمدير عام Raw - تيتوس أونيل يتقيأ على جون برادشو ليفيلد ومايكل كول وزاب كولتر - سماك داون - يحاول غريت كالي وجيندر ماهال سحر الكوبرا سانتينو ماريلا - SmackDown            |
| صليب السنة المزدوج - شون مايكلز superkicks دانيال برايان - الجحيم في زنزانة - يقوم Triple H بتشغيل Daniel Bryan ويكلفه بطولة WWE - SummerSlam - "خطاب تقاعد" مارك هنري - عرض راو - قيام بول هيمان بتشغيل سي إم بانك ويكلفه عقد مباراة ماني إن ذا بانك                                              | مشاركة الجمهور للعام - "نعم! نعم! نعم!" - دانيال بريان - فاندانغو - "دعونا نذهب سينا / سينا تمتص!" - جون سينا - "ماذا تفعل!" - R- الحقيقة |
| إهانة العام - ستيفاني مكماهون تهين بيغ شو - إيه جاي لي ينطلق في فريق توتال ديفاز - إهانات بول هيمان تجاه سي إم بانك - إهانات زيب كولتر | اللحظة القصوى للسنة - سي إم بانك ينتقم من بول هيمان - Hell in a Cell - فريق الدرع Triple powerbombs أندرتيكر - سماكدوون - رايباك يُخرج جون سينا من خلال لوحة إضاءة LED - قواعد صارمة - عائلة وايت تسحق كين - سمرسلام                                        |
| الشائع الآن (هاشتاغ لهذا العام) - #BelieveInTheShield - الدرع - # الأفضل للأعمال - الهيئة - #FollowTheBuzzards - عائلة وايت - # نحن_الناس - الأمريكيون الحقيقيون | لحية العام - دانيال برايان - داميان ساندو - عائلة وايت (براي وايت ولوك هاربر وإريك روان) - زيب كولتر |
| "يا لها من مناورة!" جائزة - الرمح - رومان رينز - ركض ضربة الركبة - دانيال براين - الأرملة السوداء - إيه جاي لي - سيزارو سوينغ - أنطونيو سيزارو | "ما زلت فهمت!" أفضل عودة سوبرستار - غولدست - روب فان دام - التوائم بيلا (بري بيلا ونيكي بيلا) - برونو سامارتينو - كريس جيريكو |
| زوجان من السنة - دانيال برايان وبري بيلا - تريبل اتش وستيفاني مكماهون - فاندانغو وسمر راي - تايسون كيد وناتاليا - جون سينا ونيكي بيلا - جيمي أوسو ونعومي | عمل قوة السنة - مارك هنري يسحب شاحنتين بيديه العاريتين - أنطونيو سيزارو يتأرجح الخالي العظيم - صدمات رايباك Shell مارك هنري - فريق الدرع (دين أمبروز، وسيث رولينز، ورومان رينز) عرض كبير للقذائف الثلاثية                                                  |
| "يقول ما؟ ! اقتباس من السنة - "شرط واحد: أنا في ركن أولادي وسأكون التوت طوال الليل." - داستي رودس - " بول، قل شيئًا ما" غبي "- بروك ليسنر - "الارتفاع فوق هذا" - داميان ساندو - "ثوران" بولكانو - بول هيمان                                                                                         | أفضل حركات الرقص - The Funkadactyls (نعومي وكاميرون) - فاندانغو - R- الحقيقة - الصيف راي - كالي الغظيمة - جحيم ميز كو |
| عرض الويب المفضل - عرض JBL وCole - صندوق وارد WWE - 30 ثانية غضب - WWE Top 10 | أفضل حشد لهذا العام - راو بعد ريسلمانيا (ايست روثرفورد، نيو جيرسي) - الاسترداد (شيكاغو) - SummerSlam (لوس أنجلوس) - عرض راوفي إنجلترا (لندن 22 أبريل) |
| شعار العام - "نعم! نعم! نعم!" - دانيال بريان - "هذا ما أفعله" - مارك هنري - "FAAAAAHHNNNNN... DAAAAHHHHNNN... GO "- فاندانغو - "اتبع الصقور" - براي وايت - "نحن الشعب" - الأمريكيون الحقيقيون (أنطونيو سيزارو، وجاك سواغر، وزيب كولتر) - "صدق بالدرع" - الدرع (دين أمبروز وسيث رولينز ورومان رينز) | |

#### جوائز سلامي 2014
أقيم هذا الحدث في 8 ديسمبر 2014، من Bon Secours Wellness Arena في جرينفيل، ساوث كارولينا. استضافه سيث جرين. تم تقديم الجوائز على راو، ما قبل العرض وعلى موقع WWE. تم التصويت من خلال موقع WWE على الويب لجوائز ما قبل العرض والموقع الإلكتروني، بينما تم التصويت على الفئات الرئيسية من خلال تطبيق WWE أثناء البث المباشر.
يدرج الفائزين في أول الجدول بخط عريض لتمييزهم.
| نجم العام - العصور الرومانية - بروك ليسنر - عميد أمبروز - جون سينا - سيث رولينز - دانيال برايان - براي وايت | ديفا العام - AJ لي - بيج - نيكي بيلا - بري بيلا |
| أفضل فريق لهذا العام - ذا أوسو (جيمي وجي أوسو) - الذهب وستاردست - لوس ماتادوريس (دييغو وفرناندو) مع إل توريتو - سلاتر جاتور (هيث سلاتر وتيتوس أونيل) مع ميني جاتور - ميز وداميان ميزدو | مباراة العام - فريق سينا (جون سينا، دولف زيجلر، بيج شو، إريك روان، وريباك) مقابل. سلطة الفريق (سيث رولينز، كين، لوك هاربر، روسيف، ومارك هنري) في 5-on-5 من سلسلة Survivor Series الإقصائية - Survivor Series - دانيال برايان ضد باتيستا ضد راندي أورتن في مباراة تهديد ثلاثية لبطولة بطولة دبليو دبليو إي - راسلمينيا 30 - الدرع (دين أمبروز، سيث رولينز، ورومان رينز) ضد. فريق أيفولوشن (تربل إتش وRandy Orton وBatista) في مباراة فريق Tag المكونة من ستة لاعبين - قواعد صارمة - جون سينا ضد براي وايت في مباراة دائمة - الاسترداد |
| نجم الاختراق لهذا العام - عميد أمبروز - روسيف مع لانا - العصور الرومانية - بيج - سيث رولينز | فصيل العام - الدرع (دين أمبروز وسيث رولينز ورومان رينز) - السلطة - عائلة وايت (براي وايت ولوك هاربر وإريك روان) - الورد |
| تنافس العام - دانيال برايان ضد السلطة - الدرع (دين أمبروز، سيث رولينز، ورومان رينز) ضد. فريق أيفولوشن (تربل إتش وراندي أورتن وديف باتيستا) - بروك ليسنر ضد جون سينا - روسيف مقابل. جاك سواجر - سيث رولينز مقابل. عميد أمبروز                                                                | NXT Superstar لهذا العام - سامي زين - أدريان نيفيل - تايلر بريز - الصعود (كونور وفيكتور) |
| "قل لي أنك لم تقل هذه فقط" إهانة العام - الصخرة تهين روسيف ولانا - عرض راو، 6 أكتوبر - نيكي بيلا تخبر بري بيلا أنها تتمنى أن تموت في الرحم - عرض راو، 25 أغسطس - بول هيمان يغني الراب جون سينا - عرض راو، 11 أغسطس - كريس جيريكو يهين السلطة بعد اعتقال ستيفاني مكماهون - عرض راو، 28 يوليو | لحظة "هذه رائعة" من العام - ظهور ستينغ لأول مرة لمساعدة Team Cena على هزيمة Team فريق السلطة - Survivor Series - نعم! حركة تحتل عرض راو، 10 مارس - تم القبض على ستيفاني مكماهون واقتيادها - عرض راو، 21 يوليو - لقاء هالك هوجان والصخرة وستيف أوستن - راسلمينيا 30 |
| عودة مفاجئة لهذا العام - يعود Ultimate Warrior إلى WWE في حفل تعريف Hall of Fame، راسلمينيا 30 وRaw (7 أبريل) - يعود هولك هوجان كضيف ضيف WrestleMania XXX - Raw، 24 فبراير - عودة باتيستا - عرض راو، 20 يناير - عودة الصخرة لمقاطعة روسيف ولانا - عرض راو، 6 أكتوبر                         | لحظة OMG الصادمة لهذا العام - بروك ليسنر يهزم متعهّد دفن الموتى، وينهي السلسلة - راسلمينيا 30 - يقوم Seth Rollins بتشغيل فريق الدرع - Raw، 2 يونيو - جوقة براي وايت تحيط بجون سينا داخل قفص فولاذي - عرض راو، 28 أبريل - تقوم نيكي بيلا بتشغيل بري بيلا - سمر سلام |
| لحظة LOL من السنة - داميان ميزدو في دور مضاعف حيلة ذا ميز - السيد تي يشكر والدته في الحفل التعريفي قاعة المشاهير - رميت فيكي غيريرو ستيفاني مكماهون في مجموعة من الحلوى - عرض راو، 23 يونيو - إيل توريتو ضد هورنسواغل في مباراة WeeLC - قواعد صارمة                                         | اللحظة القصوى للسنة - كريس جيريكو يصطدم بجسم متقاطع على براي وايت من أعلى قفص فولاذي - عرض راو، 8 سبتمبر - بروك ليسنر يضرب 16 suplexes الألماني في جون سينا - سمر سلام - كين يضرب دانيال برايان مع Tombstone Piledrivers على الأرض، درجات فولاذية ويعلن الجدول - عرض راو، 21 أبريل - سيث رولينز يوقف دين أمبروز من خلال كتل cinderblocks - عرض راو، 18 أغسطس |
| جائزة مشاركة المعجبين - "لقد بيعت بالكامل" - سيث رولينز - "تسعة وتسعون تسعة" - شبكة WWE - "نحن الشعب" - جاك سواغر - "أخشى تلقيت بعض الأخبار السيئة" - واد باريت - "لقد حصل على العالم كله بين يديه" - براي وايت                                                                             | صليب السنة المزدوج - سيث رولينز يخون فريق الدرع وينضم إلى السلطة - Raw، 2 يونيو - السلطة تنقلب على راندي أورتن - عرض راو، 3 نوفمبر - نيكي بيلا تخون أختها التوأم، بري بيلا - سمر سلام - مارك هنري ينقلب على صديقه بيغ شو - Raw، 27 أكتوبر |
| حيوان العام - الارنب - ميني جاتور - إل توريتو - قط غاضب | أفضل ممثل - الصخرة - الميز - باتيستا - داميان ميزدو |
| غردها! أفضل حساب على Twitter أو بطل اجتماعي - HEELZiggler - دولف زيجلر - JohnCena - جون سينا - ZackRyder - زاك رايدر - @ Ryback22 - ريباك - BellaTwins - التوائم بيلا | هاشتاق العام - #RKOOuttaNowhere - راندي أورتن - #OccupyRaw - دانيال بريان - #MoscowMooseKnuckle - الصخرة - #EatSleepSuplexRepeat - بروك ليسنر - #NineNinetyNine - شبكة WWE |
| نجم الضيف راو لهذا العام - هيو جاكمان - لاري ذا كيبل جاي - جيري سبرينغر - كيفن هارت - بيتي وايت | أفضل ثنائي لهذا العام - دانيال برايان وبري بيلا - تريبل اتش وستيفاني مكماهون - جيمي أوسو ونعومي - تايسون كيد وناتاليا |
| أفضل لحظة لمكافحة الجاذبية في العام - سيث رولينز يغوص قبالة الشرفة - الاسترداد - السهم الأحمر لأدريان نيفيل - دين أمبروز يغوص في الحطاب - سمر سلام - كوفي كينغستون يقفز من الحاجز إلى ساحة الحلبة لتجنب الإقصاء في مباراة Royal Rumble                                                      | |

#### جوائز سلامي 2015
أقيم هذا الحدث في 21 ديسمبر 2015 في مينيابوليس،  حيث تم تقديم الجوائز خلال أحداث عرض دبليو دبليو إي راو، وموقع WWE. تم الإدلاء بأصوات لفئات معينة من خلال تويتر وإنستغرام وفيسبوك، مع التصويت لفئات إضافية تحدث على تطبيق WWE أثناء العرض المباشر.
| نجم العام - سيث رولينز - تم ترشيح كل سوبر ستار في قائمة WWE الرئيسية | ديفا العام - نيكي بيلا - نعومي - بيج - ساشا بانكس - شارلوت |
| أفضل فريق لهذا العام - ذا أوسو (جيمي أوسو وجي أوسو) - اليوم الجديد (بيغ إي وكوفي كينغستون وإكزافيير وودز) - لاعبي برايم تايم (دارين يونغ وتيتوس أونيل) - تايسون كيد وسيزارو - The Lucha Dragons (كاليستو وسين كارا) | مباراة العام - بروك ليسنر ضد أندرتيكر في مباراة الجحيم في زنزانة. - بروك ليسنر (ج) ضد. جون سينا ضد سيث رولينز في مباراة ثلاثية التهديد لبطولة WWE العالمية للوزن الثقيل - رويال رامبل 2015 - ستينغ مقابل. تربل إتش في مباراة Pinfall والتقديم فقط - راسلمينيا 31 - جون سينا ضد كيفن أوينز - غرفة الإقصاء - رومان رينز مقابل. دولف زيجلر ضد البرتو ديل ريو ضد كيفن أوينز في أربع طرق قاتلة لتحديد المنافس الأول لبطولة WWE العالمية للوزن الثقيل - عرض راو، 26 أكتوبر |
| نجم الاختراق لهذا العام - نيفيل - كيفن أوينز - شارلوت - تايلر بريز - براون سترومان | تنافس العام - أندرتيكر ضد بروك ليسنر - رومان رينز مقابل. براي وايت - جون سينا ضد روسيف - فريق بيلا (نيكي بيلا، بري بيلا، وأليسيا فوكس) ضد. فريق BAD (نعومي، تامينا، ساشا بانكس) مقابل. فريق PCB (بيج، شارلوت، بيكي لينش) - سيث رولينز مقابل. راندي أورتن |
| أفضل تحدي أمريكا المفتوحة لجون سينا - ضد. سيزارو - عرض راو، 6 يوليو - ضد. دولف زيجلر - عرض راو، 12 أكتوبر - ضد. سامي زين - عرض راو 4 مايو - ضد. دين أمبروز - عرض راو، 30 مارس - ضد. نيفيل - عرض راو، 11 مايو | هاشتاق العام - #SuplexCity - بروك ليسنر - دبليو دبليو إي ديفا - #SaveTheTables - اليوم الجديد - #AxelMania - كيرتس أكسل - #RKOOUTTANOWHERE - راندي أورتن |
| لحظة المشاهير لهذا العام - ستيفن أميل يغوص في كودي رودز وكينج باريت - سمر سلام - طاقم أنتوراج يقدم زاك رايدر - Raw، 25 مايو - رشاش كيلي يخرج من المسرح بواسطة كيفن أوينز - عرض راو، 15 يونيو - يشارك جون ستيوارت في مباراة جون سينا - SummerSlam - واين روني يصفع كينج باريت - راو، 9 نوفمبر | "قل لي أنك لم تقل هذه فقط" إهانة العام - عملات بروك ليسنر "Suplex City" - ريسلمانيا 31 - دين أمبروز يدعو سيث رولينز " جاستن بيبر " - عرض راو، 25 مايو - سيث رولينز يدعو جوني مانزيل "جوني أديوت فيس" - عرض راو، 15 يونيو - سيث رولينز يخالف كين أثناء الاحتفال بإنجازات السلطة في ريسلمانيا - عرض راو، 6 أبريل - بايج تفسد احتفال شارلوت ببطولة WWE Divas - عرض راو، 21 سبتمبر                                                                                       |
| أفضل عرض أصلي لشبكة WWE - ستون كولد بودكاست - الرائد - الجدول 3 - WWE 24 - شبكة دبليو دبليو إي | صليب السنة المزدوج - يزيل داميان ميزدو ذا ميز من معركة النصب التذكاري العملاق لأندريه - ريسلمانيا 31 - جون ستيوارت يكلف جون سينا بطولة WWE للولايات المتحدة - سمر سلام - يقوم راندي أورتن بتشغيل سيث رولينز - Raw، 9 مارس - تهاجم بيج شارلوت وبيكي لينش - عرض راو، 26 أكتوبر - يقوم Stardust بتشغيل غولدست - Raw، 16 فبراير |
| اللحظة القصوى للسنة - يهاجم رومان رينز شيمس وألبرتو دل ريو وروسيف وتربل إتش مع كرسي فولاذي - TLC: طاولات وسلالم وكراسي - شجار بروك ليسنر وThe Undertaker في جميع أنحاء الساحة - Raw، 20 يوليو - لوك هاربر powerbombs جون موكسلي عبر سلم في الخارج - راسلمينيا 31 - سيث رولينز يكسر أنف جون سينا - عرض راو، 27 يوليو - نيفيل يغوص من على سلم على العديد من النجوم - سماكداون، 11 يونيو | هههه! لحظة العام - آر تروث يسيء فهم وضعه - Raw (8 يونيو) وSmackDown (19 نوفمبر) - إيدج (مصارع) ومسيحي اعادة المزمار - عرض راو7 سبتمبر - الخطاب التعريفي في قاعة مشاهير The Bushwhackers (بوتش ولوك) - إعلان ضعف الانتصاب لدى ذا ميز وداميان ميزدو - عرض راو، 2 مارس - اليوم الجديد (بيغ إي وكوفي كينغستون وإكزافيير وودز) احصل على ستيفاني مكمان وتربل إتش للرقص - عرض راو، 14 سبتمبر                                                                                |
| "OMG!" لحظة العام - ينفذ كاليستو Salida del Sol من أعلى سلم عبر سلم آخر على ذا أوسو - TLC: طاولات وسلالم وكراسي - سيث رولينز يصرف في عقده مباراة ماني إن ذا بانك خلال مباراة بين بروك ليسنر ورومان رينز للفوز ببطولة بطولة دبليو دبليو إي - راسلمينيا 31 - هياج بروك ليسنار من أجل الحصول على البطولة مرة أخرى في الليلة التي تلي WrestleMania 31 - Raw، 30 مارس - تهاجم عائلة وايت (براي وايت، براون سترومان، لوك هاربر، وإريك روان) وتخرج أندرتيكر بعد مباراة الجحيم في الخلية ضد بروك ليسنر - الجحيم في الخلية - شيمس يصرف في عقده Money in the Bank ضد Roman Reigns للفوز ببطولة WWE World Heavyweight Championship - سرفايفر سيريس | جائزة "البطل في كلنا" - جون سينا - ناتاليا - العصور الرومانية - عرض كبير - تيتوس اونيل |
| عودة مفاجئة لهذا العام - عودة ستينغ لمواجهة سيث رولينز في عرض الراو في 24 أغسطس - ينضم كريس جيريكو إلى رومان رينز ودين أمبروز - ليلة الأبطال - عودة The Dudley Boyz (بوبا راي دادلي وديفون دادلي) إلى WWE - Raw، 24 أغسطس - يعود ألبرتو دل ريو وزاب كولتر إلى WWE - Hell in a Cell - يعود Demon كين ليمنع شيمس من صرف أمواله في عقد البنك ويهاجم Seth Rollins - Night of Champions | "هذا رائع!" لحظة العام - هجوم دوين جونسون وRonda Rousey على تربل إتش وستيفاني مكمان - راسلمينيا 31 - بروك ليسنر يدمر سيارة J&J Security - عرض راو، 6 يوليو - راندي أورتن يعارض ضربات المصارعة الحرة لـ سيث رولينز في RKO - WrestleMania 31 - بدأت ثورة المغنيات - عرض راو، 13 يوليو - اجتمع الدرع (دين أمبروز وسيث رولينز ورومان رينز) لفترة وجيزة في ثلاثية powerbomb راندي أورتن من خلال جدول الإعلان - الاسترداد                                                  |

### عقد 2020

#### جوائز سلامي 2020
سيعقد هذا الحدث في 23 ديسمبر 2020 والذي سيتم بثه عبر منصات WWE الرقمية والاجتماعية.